# Opogona conjurata
Opogona conjurata är en fjärilsart som beskrevs av Edward Meyrick 1920. Opogona conjurata ingår i släktet Opogona och familjen äkta malar. Inga underarter finns listade i Catalogue of Life.